# 速命道
《速命道》（英語：Red Line）是一部2023年台灣動作劇情片，柯有謙執導的長片首作，柯有倫、邱炳豪編劇，邱瓈寬、曾志偉、饒紫娟監製。由陳昱榕、陳嘉樺、柯有倫、丁寧、周文傑、林睦淵、江治緯、林真亦、林志謙主演。

## 角色
- 瘦子E.SO / 陳昱榕 飾 王樂
- Ella 陳嘉樺 飾 陳欣慧
- 柯有倫 飾 王杰
- 小春Kenzy / 周文傑 飾 本哥
- 大淵MUTA / 林睦淵 飾 大羅
- 丁寧 飾 芳姐
- 草爺 / 江志緯 飾 EMT學長
- 林真亦 飾 熱血
- 林志謙 飾 竹竿

### 特別演出
- 劉德華 飾「地獄貓」主人
- 林嘉欣 飾「地獄貓」主人妻子

### 友情演出
- 曾志偉 飾 酒吧老闆
- 藍心湄 飾 邦哥
- 林美秀 飾 清潔阿姨

## 製作
電影於2021年時就開始規劃，並於2021年10月20日正式宣布，也於當天開始拍攝，由柯有謙執導，邱瓈寬監製。由瘦子陳昱榕、陳嘉樺、柯有倫、丁寧、小春周文傑、大淵林睦淵、林真亦、林志謙主演。2023年4月7日在正式預告中顯示劉德華特別演出。
2023年1月18日瘦子陳昱榕於Instagram上先發布前導預告，隔日華納兄弟正式發布前導預告。另外此電影為團體頑童MJ116成員瘦子陳昱榕、小春周文傑、大淵林睦淵首次主演電影。他們於2023年3月1日以團體頑童MJ116，發表此電影同名主題曲《速命道》，歌手張惠妹也於同月24日發佈第二首電影主題曲《離別總是那麼突然》。

## 歌曲
| 曲别   | 歌名             | 演唱者    | 作詞        | 作曲   |
| 主題曲 | 速命道           | 頑童MJ116 | 頑童MJ116   | 陳星翰 |
| 主題曲 | 離別總是那麼突然 | 張惠妹    | Kwan/李焯雄 | 黃韻玲 |

## 票房
截至2023年7月23日，速命道在台灣地區電影院整體銷售表現，累計銷售票數約為128,755張，累計銷售金額約為新台幣32,325,297元。

## 獎項
| 年份   | 頒獎典禮     | 獎項             | 入圍作品                   | 結果 |
| ------ | ------------ | ---------------- | -------------------------- | ---- |
| 2024年 | 第35屆金曲獎 | 年度歌曲獎       | 張惠妹〈离别总是那么突然〉 | 提名 |
| 2024年 | 第35屆金曲獎 | 最佳單曲製作人獎 | 黄韵玲〈离别总是那么突然〉 | 提名 |
| 2024年 | 第35屆金曲獎 | 最佳作曲人獎     | 黄韵玲〈离别总是那么突然〉 | 提名 |

## 外部連結
- 互联网电影数据库（IMDb）上《速命道》的资料（英文）
- 速命道的Facebook專頁
- 速命道的Instagram帳戶